# Тресна (приток Петенки)
Тресна — река в России, протекает по Дедовичскому и Порховскому районам Псковской области. Длина реки — 24 км, площадь водосборного бассейна — 38,6 км².
Начинается к северу от деревни Линёво. Течёт в общем северо-западном направлении среди лесов. Ближе к низовьям выходит на открытую местность, протекает через деревни Хлипицы, Терелтино, Сосново. Устье реки находится в 25 км по правому берегу реки Петенки.

## Данные водного реестра
По данным государственного водного реестра России относится к Балтийскому бассейновому округу, водохозяйственный участок реки — Великая. Относится к речному бассейну реки Нарва (российская часть бассейна).
Код объекта в государственном водном реестре — 01030000212102000029300.